# 류중영
류중영(柳仲郢, 1515년 ~ 1573년)은 조선 중기의 문신이다. 본관은 풍산(豊山)이며, 간성군수를 지낸 류공작의 아들이다. 자는 언우(彦遇), 호는 입암(立巖)이다.
영남지방의 사족으로 풍산 류씨 가문의 중흥을 일군 인물이자 류운룡, 류성룡 형제의 아버지이다.
류홍(柳洪)의 4대손이자 류소(柳沼)의 증손자이며, 류자온(柳子溫)의 손자이다.
5대조부가 바로 안동 하회마을에 입향한 류종혜(柳從惠)이다.
1540년 식년시문과에 병과23위로 급제하여 의주목사, 황해도관찰사, 승지, 예조참의 등을 지냈다.
40세 이후로는 주로 지방관을 지내면서 지방의 교육을 진흥시키는 정책을 실시하였다. 차남 류성룡의 귀함으로 사후 의정부 영의정에 추증되었으며 풍산 부원군으로 추봉되었다.

## 가족 관계
- 증조부 : 류소(柳沼)
- 증조모 : 안동 권씨
  - 조부 : 류자온(柳子溫)
  - 조모 : 안동 김씨
    - 아버지 : 류공작(柳公綽)
    - 어머니 : 이형례(李亨禮, 연안 이씨)의 딸
      - 부인 : 김광수(金光粹, 안동 김씨)의 딸
        - 장남 : 류운룡(柳雲龍)
        - 자부 : 이용(李容, 철성 이씨)의 딸
          - 손자 : 류주(柳祩)
          - 손자 : 류기(柳裿)
          - 손자 : 류심(柳襑)

        - 차남 : 류성룡(柳成龍)
          - 손자 : 류위(柳褘) - 조졸
          - 손자 : 류여(柳袽)
          - 손자 : 류단(柳褍)
          - 손자 : 류진(柳袗)
          - 손자 : 류초(柳初)
          - 손자 : 류첨(柳襜)

## 참고 문헌
- 謙庵文集, 西厓集